# 小行星8077
小行星8077（英語：8077 Hoyle）是一颗围绕太阳公转的小行星。1986年1月12日，愛德華·鮑威爾在美国亚利桑那州可可尼诺县发现了此天体。这颗小行星的绝对星等为35.2等。
小行星8077以英国著名天文学家弗雷德·霍伊尔命名。